# Ото Щрасер
Ото Йохан Максимилиан Щрасер (на немски: Otto Johann Maximilian Strasser) е германски политик, националсоциалист. Заедно с брат си Грегор Щрасер, е водещ член на лявата фракция на НСДАП и се отказва от партията, поради спорове с доминиращата „хитлеристка“ фракция. Той формира „Черен фронт“, организация, предназначена да раздели нацистката партия и да я измъкне от хватката на Хитлер. Тя също функционира по време на своето изгнание и Втората световна война като тайна опозиционна група.
Неговата марка на националсоциализма сега е известна като щрасеризъм.
След Нощта на големите ножове бяга в Чехословакия и впоследствие в Канада, където прекарва годините на Втората световна война. Завръща се в Германия през 1955 г. и създава Германския социален съюз, но не успява да събере голяма подкрепа. Умира в Мюнхен през 1974 г.

## Биография

### НСДАП
Роден във Виндсхайм в Бавария, Ото Щрасер участва активно в Първата световна война. На 2 август 1914 г. се присъединява към баварската армия като доброволец. Той се издига в редиците като лейтенант и е ранен два пъти. Завръща се в Германия през 1919 г., където се включва към Фрайкорпс, които смачкват Баварска съветска република, която е организирана на принципите на работническите съвети. В същото време, той се присъединява към Социалдемократическата партия. През 1920 г. участва в опозицията на Каповски пуч. Въпреки това, той все повече се отчуждава от позицията на реформаторско-социалистическата партия, особено когато потушава работническо въстание в Рур, а той напуска партията по-късно тази година. През 1925 г. се присъединява към НСДАП, в която брат му Грегор е член от няколко години и работи за своя вестник като журналист, като в крайна сметка го взима и него. Той се съсредоточава особено върху социалистическите елементи на партийната програма и ръководи лявата фракция на партията в Северна Германия, заедно с брат си и Йозеф Гьобелс. Неговата фракция препоръчва подкрепата за стачки, национализация на банките и индустрията и - въпреки признатите различия - по-тесни връзки със Съветския съюз. Някои от тези политики не се нравят на Хитлер, който смята, че те са твърде радикални и прекалено отчуждаващи се от части на германския народ (средната класа и нацистките националистически индустриалци по-специално), а фракцията на Щрасер е победена на конференцията в Бамберг (1926 г.), а Гьобелс минава на страната на Хитлер. Унищожен, въпреки това, заедно с брат си Грегор, продължава като водещ ляв нацист в партията, докато не е изключен от НСДАП от Хитлер през 1930 г.

### След НСДАП
След експулсирането си, той създава собствена партия, наречена Черен фронт, която е съставена от радикални бивши нацисти, в опит да раздели нацистката партия. Неговата партия се оказва неспособна да се противопостави на възхода на Адолф Хитлер на власт през 1933 г., а Щрасер прекарва годините на нацистката епоха в изгнание. Нацистката левица е унищожена по време на Нощта на дългите ножове през 1934 г., в която брат му Грегор е убит, оставяйки Хитлер като безспорен лидер на партията и способен да успокои както индустриалците, така и военните в приемането на новия си националсоциалистически режим. В допълнение към Черния фронт, в този момент Щрасер оглавява свободното германско движение извън Нацистка Германия, което се стреми да привлече помощта на германците по целия свят, за да доведе до падането на Хитлер и нацизма.

### Изгнание
Щрасер бяга първо в Австрия, после в Прага, Швейцария и Франция. През 1940 г. той отива в Бермуда през Португалия, оставяйки в Швейцария жена и две деца. През 1941 г. той емигрира в Канада, където е прочутият „Затворник на Отава“. През това време Гьобелс осъжда Щрасер като „Народен враг номер едно“ на нацистите и за главата му е сложена награда от 500 000 долара. Той се заселва за известно време в Монреал. През 1942 г. той живее за известно време в Кларенс, Нова Скотия във ферма, собственост на немскоговорещия чех Адолф Шмид. Като влиятелен и неконтролиран бивш член на нацистката партия, който все още е верен на многото доктрини на националсоциализма, първоначално е възпрепятстван да се завърне в Западна Германия след войната, първо от съюзническите сили и след това от западногерманското правителство.
По време на изгнанието си, той пише статии за Нацистка Германия и нейното ръководство за редица британски, американски и канадски вестници, включително New Statesman.

### Завръщане в Германия
След като в продължение на няколко години му е забранено от западногерманското правителство, на Ото Щрасер е позволено да се върне в Западна Германия през 1955 г. с решение на Федералния административен съд. Той възстановява гражданството си и се установява в Мюнхен.
Той се опитва да създаде нова „националистическа и социалистическа“ ориентирана партия през 1956 г., Германски социален съюз (често наричан наследник на активната между 1949 и 1952 г., и в крайна сметка забранена Социалистическа имперска партия), но нейната организация не успява да привлече подкрепа. През останалата част от живота си, Щрасер продължава да се застъпва за националсоциализма до смъртта си в Мюнхен през 1974 г.
Ото Щрасер твърди, че е несъгласен относно расовата политика на нацистите. По време на по-късния си живот той твърди, че активно се противопоставя на тези политики в рамките на националсоциалистическото движение.